# Александар II Забин
Александар II Теос Епифан Нићифор (старогрчки: Ἀλέξανδρος θεός Ἐπιφανής Νικηφόρος, познат и као Забин; око 150. п. н. е. – 123. п. н. е.) је био краљ хеленистичког Селеукидског краљевства од 128. до 123. године п. н. е.

## Биографија
Питање Александрових родитеља у науци је спорно. Већина античких историчара и модерних научника сматра га Селеукидом, сином Александра Баласа или Антиоха VII. Његов надимак "Забин" је семитског порекла и преводи се као "купљен". Могуће да је Александар био син Александра Баласа, те његов надимак значи "купљен од бога". На нумизматичким налазима из времена Александра представљена је владарска династија, почев од Александровог оца Антиоха IV. Александров успон био је могућ захваљујући његовој припадности династији Селеукида. У претходном периоду вођено је неколико грађанских ратова између наследника Селеука IV и Антиоха IV, који су били браћа. Ситуација се компликује мешањем Птолемејског Египта и орођавањем две владарске династије - Селеукида и Птолемејида. Деметрије II, потомак Селеука IV, је 128. године п. н. е. напао Египат, како би помогао својој маћехи Клеопатри II у грађанском рату против њеног брата и мужа Птолемеја VIII. Птолемеј због тога подстиче побуне у сиријским градовима против Деметрија и истиче Александра II, представника Антиохове линије, као противкраља. Са египатским трупама, Александар је заузео селеукидску престоницу Антиохију 128. године. Коначно је поразио Деметрија 125. године п. н. е. Деметрије бежи у град Птолемеју код своје супруге Клеопатре Тее, али га она није примила. Убијен је у покушају да се домогне Тира.
Након погибије Деметрија, Александар је постао једини краљ, контролишући готово читаву селеукидску државу, сем малим области у суседству са Птолемејским Египтом, којима је управљала Клеопатра Теа. Александар је био вољен краљ, због своје благе нарави. Одржавао је добре односе са својим суседом Јованом Хирканом, хасмонејским владаром Јудеје. Јован га је прихватао за свог сизерена. Птолемеј, међутим, није желео јаку личност на сиријском престолу. Стога је 124. године п. н. е. створена алијанса између Египта и области Клеопатре Тее, која је сада управљала заједно са сином Антиохом VIII. Александар је поражен и приморан на бег у Антиохију. Тамо је опљачкао Зевсов храм, како би платио своје војнике. Становништво се због тога окреће против Александра, који неуспешно покушава да побегне. Заробљен је и убијен, највероватније по наређењу Антиоха VIII 123. године п. н. е. Тиме је угашена Антиохова (IV) грана Селеукидске династије.